# سيبريان دينو
سيبريان دينو (بالرومانية: Ciprian Dinu)‏ (27 مايو 1982 في رومانيا - ) هو لاعب كرة قدم روماني في مركز الدفاع. لعب مع نادي بوتوشاني وSCM Râmnicu Vâlcea ‏ وCSM Caransebeș ‏ ونادي يول بيتروشاني ‏ وAFC Săgeata Năvodari ‏ وCSM Focșani (football) ‏ وFC Olt Slatina ‏.

## وصلات خارجية
- سيبريان دينو على موقع قاعدة بيانات كرة القدم.إي يو (الإنجليزية)
- سيبريان دينو على موقع Soccerway.com (الإنجليزية)